# Gustav Edén
Gustav Adolf Edén (Råde, 29 dicembre 1891 – 19 settembre 1966) è stato un calciatore norvegese, di ruolo difensore.

## Carriera

### Club
Soprannominato Gusten, in carriera vestì le maglie di KB, Tennis Borussia Berlino, Red Star e Fredrikstad.

### Nazionale
Conta una presenza per la Norvegia. Il 27 giugno 1915, infatti, fu in campo nel pareggio per 1-1 contro la Svezia.